# Oliva (nome)
Oliva  è un nome proprio di persona italiano femminile.

## Varianti
- Femminili: Uliva, Olivana
  - Alterati: Olivetta
- Maschili: Olivo, Ulivo[senza fonte]

### Varianti in altre lingue
- Inglese: Olive[1], Olivia
  - Ipocoristici: Ollie[1]
- Tardo latino: Oliva[2]

## Origine e diffusione

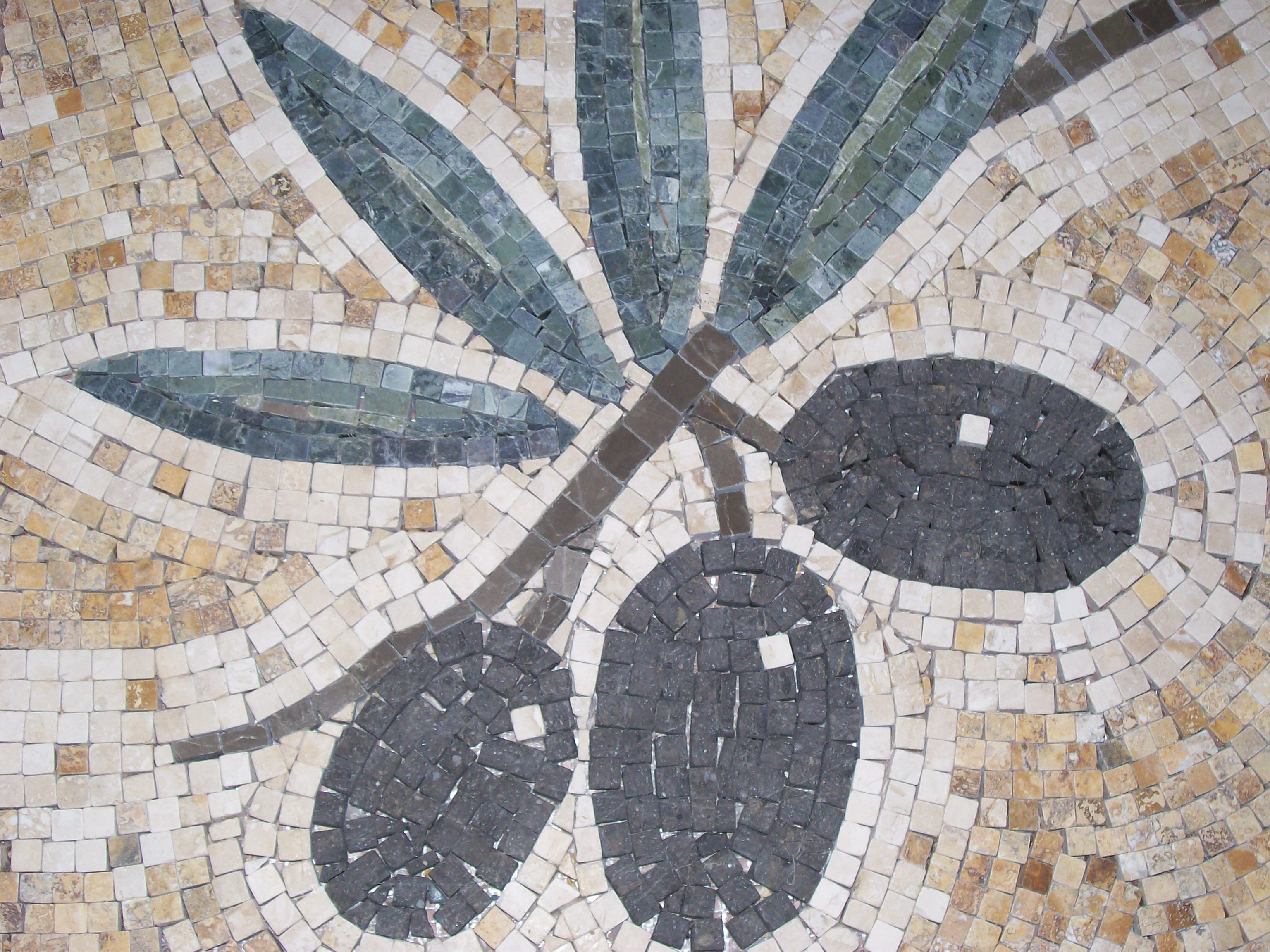
Mosaico raffigurante un ramo d'ulivo

Continua il nome medievale Oliva, derivante dal latino oliva, in chiaro riferimento al frutto dell'ulivo e alla simbologia che lo riguarda (nomi simili, di natura fitonimica, erano piuttosto frequenti nel Medioevo).
Il nome Olivia potrebbe essere un suo derivato, ma potrebbe altresì basarsi su Oliviero.

## Onomastico
L'onomastico può essere festeggiato il 10 giugno in ricordo di santa Oliva di Palermo, vergine e martire; si ricordano con questo nome anche santa Oliva di Anagni, eremita, commemorata il 3 giugno, e santa Oliva di Brescia, onorata il 5 marzo.

## Persone

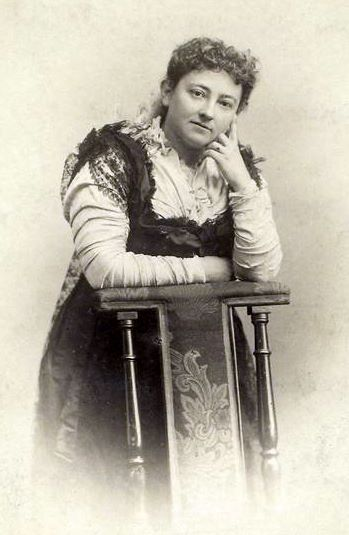
Olive Schreiner

- Oliva di Anagni, santa italiana
- Oliva di Brescia, santa italiana
- Oliva di Palermo, santa italiana

### Variante Olive
- Olive Borden, attrice statunitense

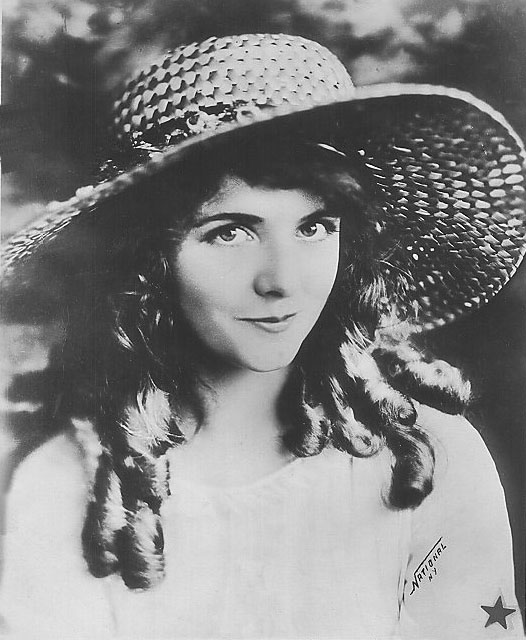
Olive Thomas

- Olive Deering, attrice statunitense
- Olive McKean, nuotatrice statunitense
- Olive Schreiner, scrittrice sudafricana
- Olive Thomas, attrice statunitense

## Il nome nelle arti
- Olive Hornby è un personaggio della serie di romanzi Harry Potter, creata da J. K. Rowling.
- Olive Kitteridge è il personaggio eponimo della raccolta di racconti di Elizabeth Strout.
- Olive Oyl è il nome originale di Olivia Oyl, personaggio della serie Braccio di ferro.
- Oliva è il nome di un personaggio secondario nel romanzo Il fu Mattia Pascal di Luigi Pirandello.